# ななかまい
ななかまい（女性）は、日本の原画家、グラフィッカーおよびイラストレーター。フロントウイング所属。同人サークル「NANACAN」を主宰している。同人ゲームの制作においては、シナリオライターとしても関わっている。

## 経歴
物心ついたころから絵が好きで、小学生の時は『美少女戦士セーラームーン』の模写などをしていた。
中学生の時、美少女ゲーム好きだった姉の影響で同人誌即売会に参加するようになり、同人作家として知られていたみつみ美里の影響を受ける形でオリジナルイラストを描くようになる。
学生時代から同人ゲームの制作を行っていたものの、周囲にAdobe Photoshopを使える者がいなかったため絵の勉強ができず、グラフィック関連の勉強をするためにフロントウィングにグラフィッカーとして応募し、『グリザイアの果実』のSD原画でデビューした。その後、『ピュアガール』にて初めてメイン原画を担当した。

## 作品リスト

### アダルトゲーム
個人サークルによる同人作品
- 妹調教日記〜こんなツンデレが俺の妹なわけない!〜
  - 妹調教日記みにふぁんでぃすく。
  - 妹調教日記√happy end&another
- 流る星 -a Wish Star-[4]
  - 流る星 ふぁんでぃすく。

フロントウイング
- グリザイアの果実（SD原画）
- グリザイアの迷宮（SD原画）
- ピュアガール（メイン・SD原画）
- グリザイアの楽園（SD原画）
- イノセントガール（メイン・SD原画）
- ゆきこいめると（メイン・SD原画）
- 果つることなき未来ヨリ（SD原画）
- CoronaBlossom（メイン・SD原画）
- ろけらぶ -Location Love-（メイン原画）

### 一般ゲーム
- グリザイア:ファントムトリガー（SD原画）
- グリザイア クロノスリベリオン（メイン・SD原画）
- GINKA（SD原画）[5]

### 挿絵
- ゾディアック・ウィッチーズ（富士見ファンタジア文庫/著者：朱門優[6]）

### その他
- 絵師100人展（第1回・第2回、イラスト）
- アキバBlog内のコラム（2012年9月3日 -）
- ライブイベント「P.C.M.Live! 2013」キービジュアル[7]
- フロントウイングｘSIXTEENコラボカフェ「ななかふぇ」（2015年4月9日 - 4月21日）[8]
- 編隊少女 -フォーメーションガールズ-[9]